# Ellipse building
Pour les articles homonymes, voir Ellipse.
L'Ellipse building est un gratte-ciel bruxellois situé dans le quartier Nord sur la commune de Schaerbeek au boulevard du Roi Albert II.

## Historique
Cette tour de bureaux a été construite en 2004-2007 par le Bureau d'architecture Henri Montois en association avec le bureau Art & Build,,.
Le bâtiment a été inauguré le 25 janvier 2007.

## Description
La tour a une hauteur de 80 mètres et 21 étages et accueille dans ses bureaux, la Communauté flamande, l'IBPT ainsi qu'ArcelorMittal.
La tour TBR, démolie en 2017, lui faisait face. 

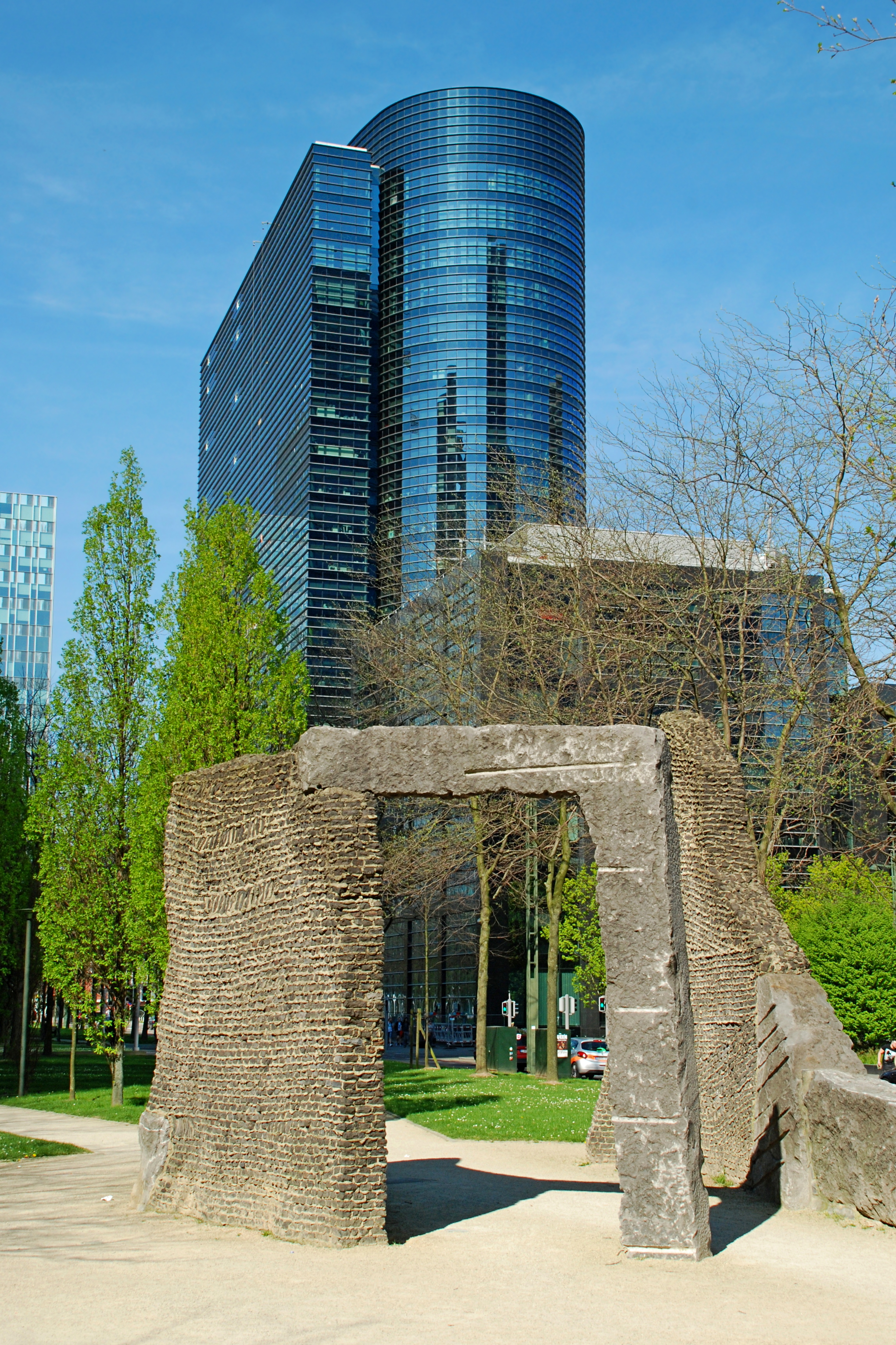
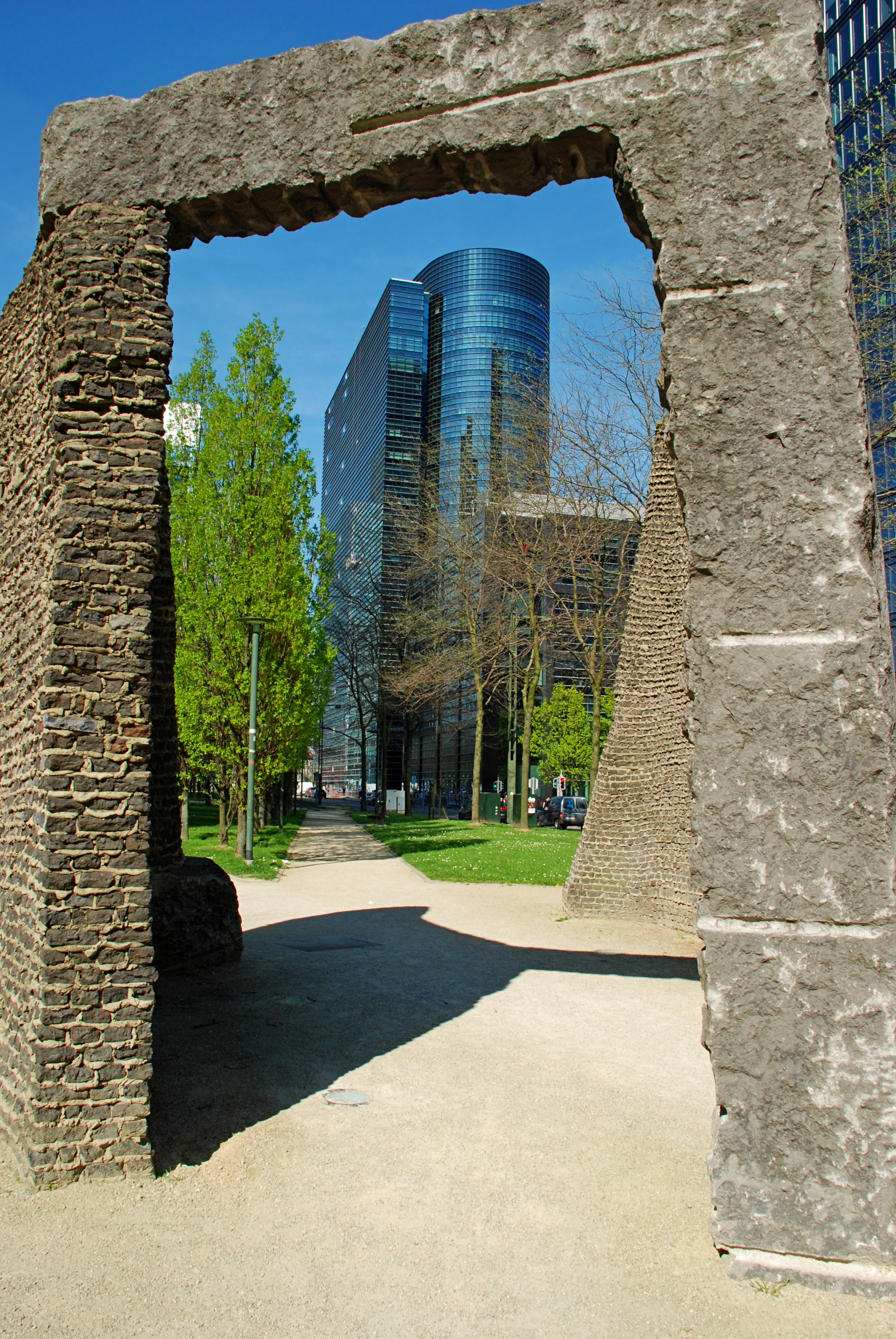

## Accès
Ce site est desservi par la station de prémétro Gare du Nord.